# Uldis Pūcītis
Uldis Pūcītis (Parròquia de Ranka, Raion de Gulbenes, 15 d'abril de 1937 − Riga, 14 de desembre de 2000) fou un actor de cinema, teatre i televisió, guionista i director de cinema letó.

## Vida artística
Després de graduar-se a l'escola de Ranka va continuar els seus estudis a Riga i a l'Acadèmia Letona de Música Jāzeps Vītols, on es va graduar el 1959. Després de la seva graduació, va treballar com a mestre a la ciutat d'Aizpute durant quatre anys. Al Teatre de Liepāja des de 1960 a 1962, al Teatre Dailes entre 1964 i 1973 i al Teatre La Joventut entre 1962 i 1964 i novament des de 1973 fins a 1992.
Pūcītis va fer el seu debut al cinema amb un petit paper, d'un pescador, l'any 1959 en llengua letona a la pel·lícula Svešiniece Ciema dirigida per Ada Neretniece. El seu primer paper protagonista el va realitzar al costat de l'actriu letona Vija Artmane a Purva bridējs, una adaptació cinematogràfica de la novel·la del mateix nom de l'escriptor letó Rūdolfs Blaumanis. Va aparèixer en una sèrie de papers tant al cinema com a la televisió entre els anys 1960 i 1990, a més a més de continuar la seva carrera als escenaris teatrals. El 1998, Pūcītis escriuria el guió i va co-dirigir la minisèrie de televisió Izpostītā Ligzda per a Latvijas Televizija (LTV) amb Armands Zvirbulis. La pel·lícula i tots dos Zvirbulis i Pūcītis es va adjudicar el Lielais Kristaps; el premi més alt atorgat pel cinema de Letònia.

## Vida familiar
Estava casat amb Olivija Pūcīte (de soltera Poselanova). La seva filla és l'actriu Milēna Gulbe-Kavace i els seus nets són tennistes professionals Ernests Gulbis i Laura Gulbe. A la fi de l'any 2000, va caure malalt a la seva casa d'estiu a Jūrmala. Després d'ésser portat a l'hospital a Riga, va ser diagnosticat inicialment amb una úlcera d'estómac. Tanmateix, va morir a l'hospital d'una embòlia pulmonar i va ser enterrat al cementiri del Bosc de Riga.

## Papers més importants en teatre
- Pičs - Imants Ziedonis (1967)
- Kristaps Krone - Pauls Putniņš (1968)
- Ivanovs - Anton Txékhov (1975)
- Pērs Gints - Henrik Ibsen (1979)
- Borozdins - V. Rozova (1981)

## Selecció de filmografia
- Es visu atceros, Ricard (1966)
- Dead Mountaineer hotel (1979)
- Izpostītā ligzda (1998) amb Armands Zvirbulis